# Hầu Mạc Trần Duyệt
Hầu Mạc Trần Duyệt (chữ Hán: 侯莫陈悦; ? – 534), người quận Đại, tướng lĩnh nhà Bắc Ngụy.

## Cuộc đời
Cha là Bà La Môn, làm Đà Ngưu đô úy. Duyệt vốn lớn lên ở Hà Tây. Thích đi săn, giỏi cưỡi ngựa bắn cung. Vào lúc Lục trấn khởi nghĩa, quy thuận Nhĩ Chu Vinh. Vinh tiến làm Đô đốc phủ trường lưu tham quân, ít lâu sau dời sang làm Đại đô đốc.
Đầu thời Hiếu Trang đế, được ban chức Chinh tây tướng quân, Kim tử quang lộc đại phu, phong Bách Nhân huyện Khai quốc hầu, thực ấp 500 hộ.
Khi Nhĩ Chu Thiên Quang thảo phạt Quan Tây, Vinh lấy Duyệt làm Hữu sương đại đô đốc cho Thiên Quang, quan chức như cũ. Tây phạt thành công, giữ nguyên chức tướng quân, ban chức Thiện Châu thứ sử, còn lại như cũ.
Sau khi Vinh bị giết, cũng theo Thiên Quang xuống Lũng. Nguyên Diệp lên ngôi, được ban chức Xa kỵ tướng quân, Vị Châu thứ sử, tiến tước làm công, đổi phong Bạch Thủy quận, tăng ấp 500 hộ.
Khi Thiên Quang tiến về Lạc Dương, sai Duyệt coi việc Hoa Châu. Thiên Quang hưởng ứng Nhĩ Chu Triệu, Duyệt cùng Hạ Bạt Nhạc xuống Lũng ủng hộ Cao Hoan, đến Ung Châu thì liên quân Nhĩ Chu đã bại.
Năm Vĩnh Hi đầu tiên (532), gia Khai phủ, đô đốc Lũng Hữu chư quân sự, vẫn làm Tần Châu thứ sử.

## Cái chết
Tháng giêng năm Vĩnh Hi thứ 3 (534), Nhạc triệu Duyệt cùng đi đánh Linh Châu thứ sử Tào Nê. Duyệt dụ Nhạc vào trướng rồi sát hại ông ta. Bộ hạ của Nhạc sợ hãi tan chạy, nhưng Duyệt lại do dự, không dám thu nạp bọn họ. Rồi quay về Lũng, dừng ở thành Vĩnh Lạc.
Bộ hạ của Nhạc ở tụ họp Bình Lương, đề cử Vũ Văn Thái làm chủ, về Lũng đánh Duyệt báo thù. Duyệt nghe tin, bỏ thành, dựa vào sông núi hiểm trở, quay mặt về phía nam, bày trận mà đợi.
Sau khi hại Nhạc, tâm tình của Duyệt hoảng hốt, hành xử khác thường. Bộ tướng Lý Bật biết ông ắt bại, ngầm xin hàng Thái. Bật bày kế ly gián, khiến cho quân đội của Duyệt tan rã, bỏ chạy về Tần Châu. Duyệt không còn tin ai, cùng 2 em trai và 8, 9 người dự vào âm mưu giết Nhạc chạy đến Linh Châu. Giữa đường bị bắt kịp, treo cổ ngoài đồng mà chết. Em trai và bộ hạ đều bị giết, chỉ có Trung binh tham quân Đậu Lô Quang chạy thoát.